# Kempershöhe
Kempershöhe ist ein Ortsteil der Gemeinde Marienheide im Oberbergischen Kreis in Nordrhein-Westfalen.

## Lage und Beschreibung
Der Ort liegt etwa 2,9 km vom Gemeindezentrum Marienheide entfernt.
Kempershöhe liegt an der Kreisstraße 18 nach Wipperfürth.

## Geschichte

### Erstnennung
Im Jahr 1548 wurde der Ort das erste Mal urkundlich erwähnt und zwar „In den Listen der bergischen Spann- und Schüppendienste sind in der Wipperführter Honschaft Scharde Hannes, Peter und weitere Dienstpflichtige op der Hoye verzeichnet“.
Die Schreibweise der Erstnennung war op der Hoye.
In Kempershöhe steht eines der ältesten noch erhaltenen niederdeutschen Hallenhäuser des Oberbergischen Kreises (Errichtung ca. 1600). Das Haus ist ein eingetragenes Denkmal und wurde von seinen Eigentümern, der Familie Königshofen, seit dem Jahr 1982 mit großem Aufwand und nach entsprechenden Vorgaben des Denkmalschutzes weitgehend zurückgebaut. Zum Ensemble gehört zudem die älteste und größte Linde des Dorfes, welche weithin sichtbar dem Haus noch heute als Schutzbaum dient. Das Haus verfügt noch über zwei intakte Brandmauern, welche in früheren Zeiten die einzige sichere Feuerstelle des Hauses darstellten.

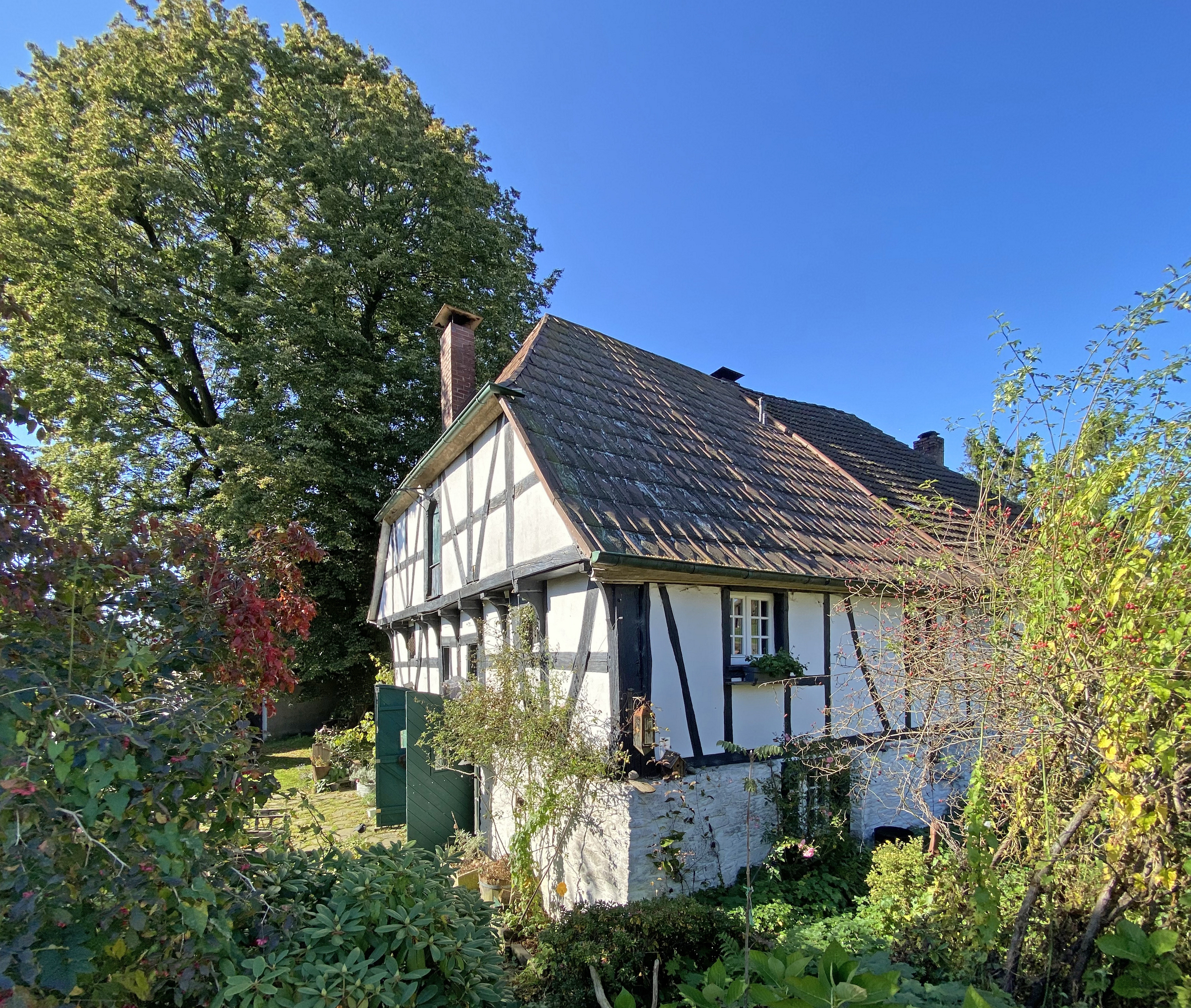
Baudenkmal Kapellenweg 8–10
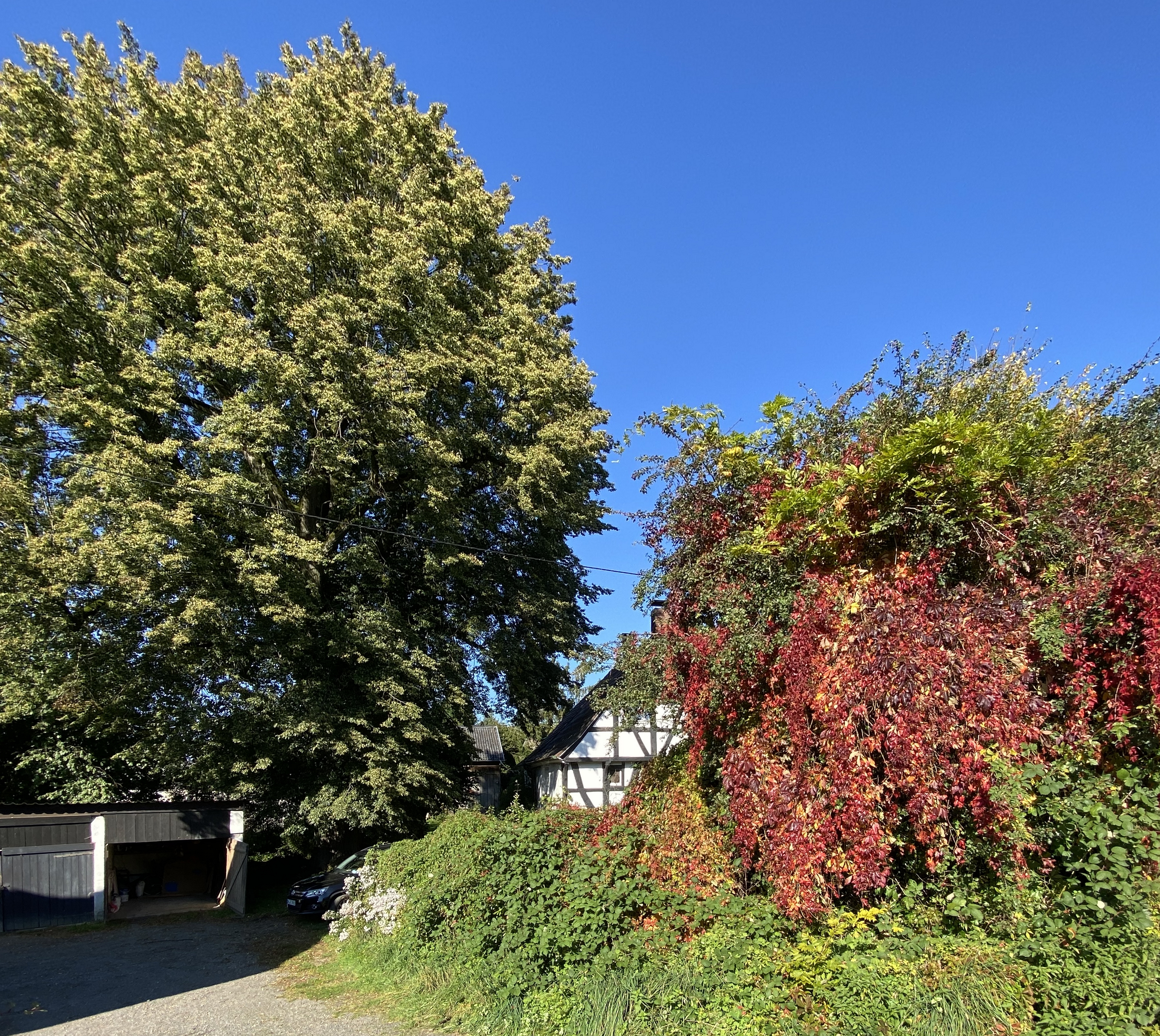
Alte Linde – Hausbaum Kapellenweg 8–10
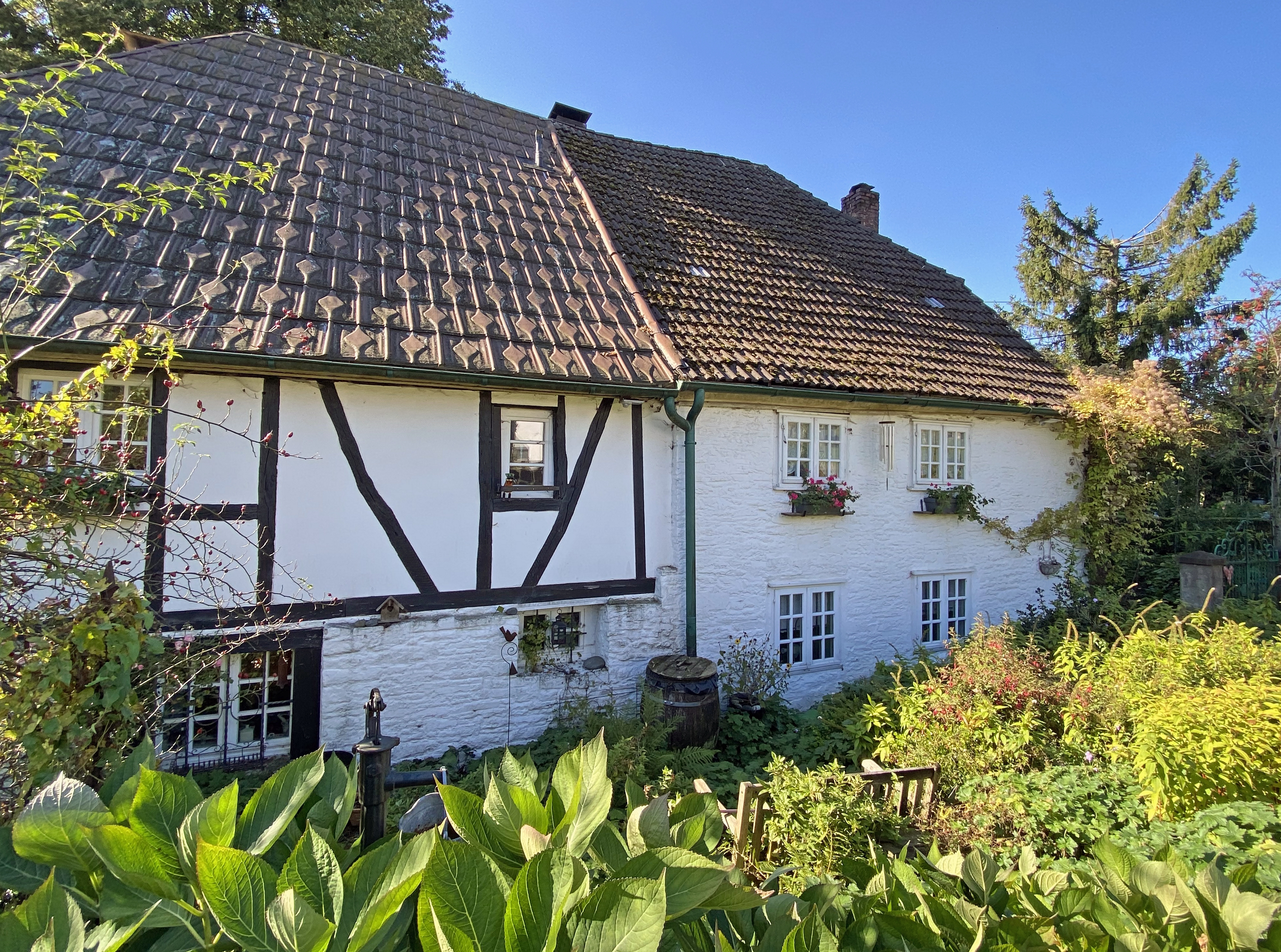
Baudenkmal Kapellenweg 8–10
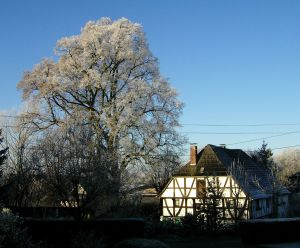
Hallenhaus aus dem 16. Jahrhundert
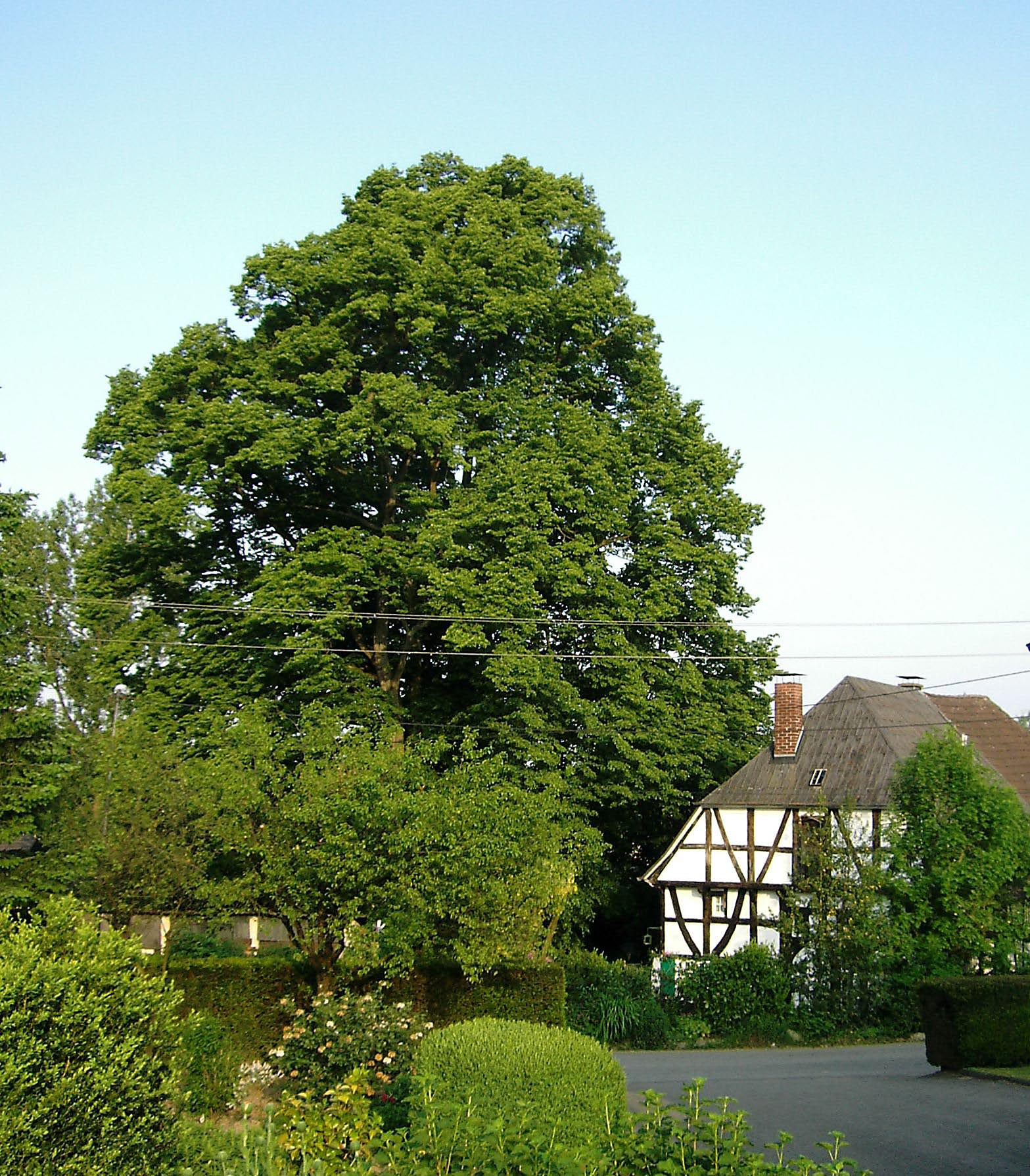
Hallenhaus mit der historischen Linde

## Das Bergische Drehorgelmuseum
Im Jahr 2008 wurde am Kapellenweg 2 das Bergische Drehorgelmuseum eingerichtet. An der Nordseite des Gebäudes erklingt – mit den Tages- und Jahreszeiten wechselnd – ein Glockenspiel.

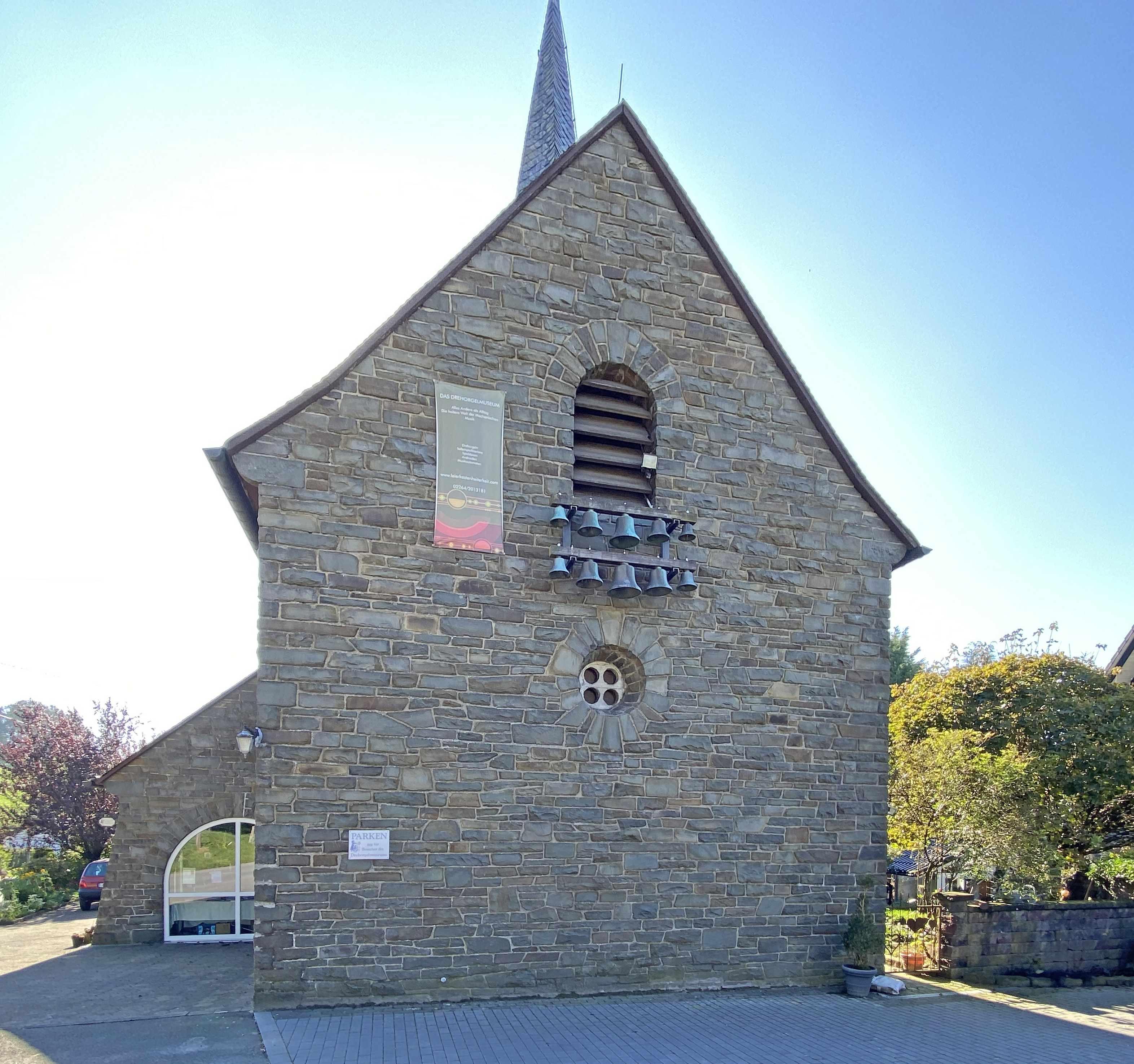
Bergisches Drehorgelmuseum – Kapellenweg 4
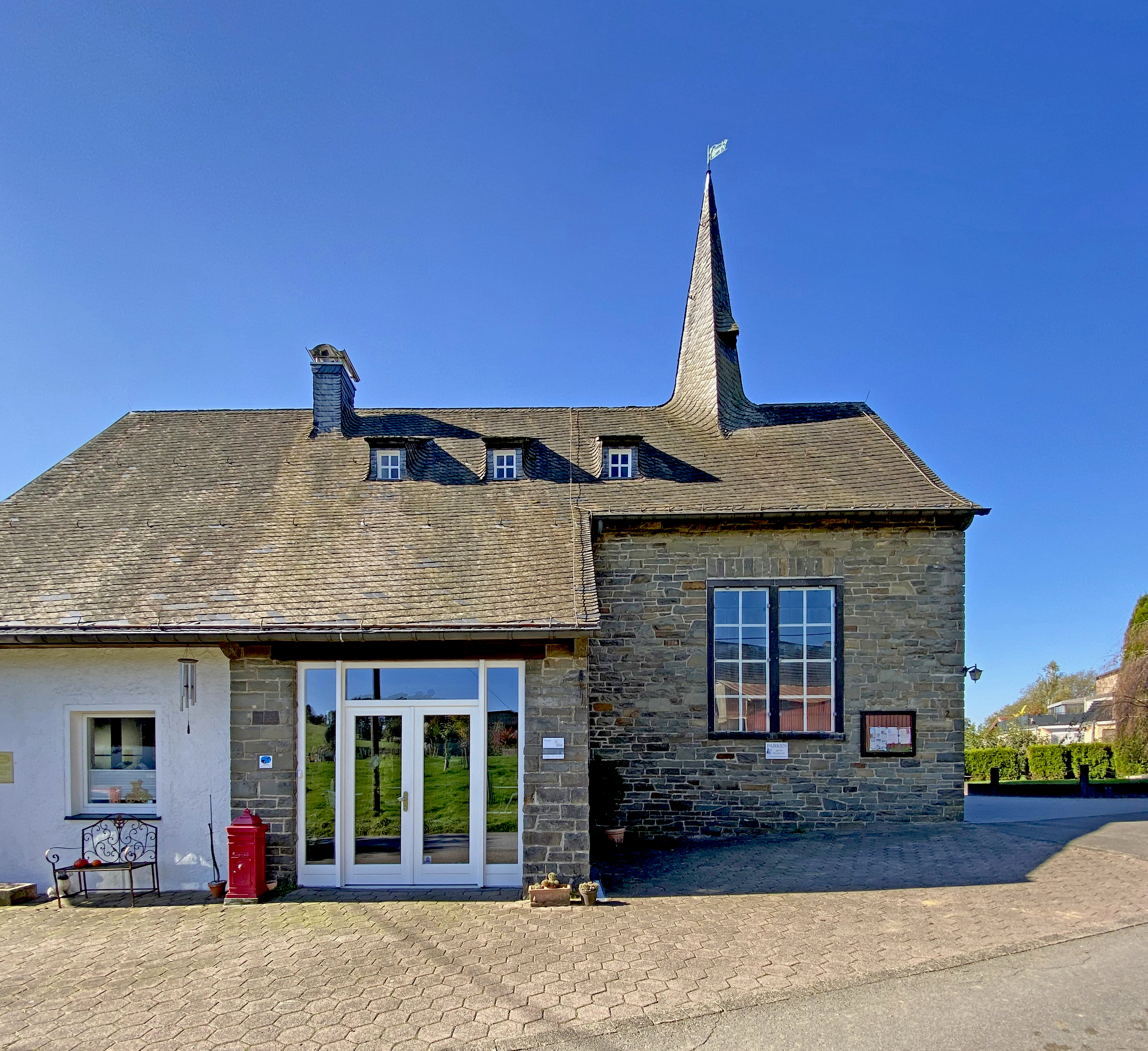
Bergisches Drehorgelmuseum – Kapellenweg 4
Im Drehorgelmuseum
Im Drehorgelmuseum tanzen die Puppen
Der Gründer informiert im Drehorgelmuseum.

## Sportvereine
- TuS Kempershöhe e. V. 1964
- Ländlicher Zucht- und Reitverein Bergische Höhen

## Bus und Bahnverbindungen

### Linienbus
Über die im Ort gelegene Haltestelle der Linie 399 (VRS/OVAG) ist eine Anbindung an den öffentlichen Personennahverkehr gegeben. Außerdem dient diese Haltestelle dem Schulbusverkehr.